# Наката, Дзёдзи
Дзёдзи Наката (яп. 中田譲治 Наката Дзё:дзи, 22 апреля, 1954, префектура Токио) — японский сэйю. Его основными работами по озвучиванию были роли Джироро в Sgt. Frog, Алукарда в «Хеллсинг», Роя Реванта в SoltyRei, Кирэя Котоминэ в Fate/stay night и главного героя аниме «Граф Монте-Кристо». Во франшизах видеоигр он озвучивает Иэясу Токугаву и Кэнсина Уэсуги в сериалах Samurai Warriors и Warriors Orochi, Альберта Вескера во франшизе Resident Evil, Сола Бэдгая в сериале Guilty Gear, начиная с Guilty Gear 2:Overture, Наобито Дзенъина в Jujutsu Kaisen и Кадзуи Мисимы в первой и второй частях серии Tekken.

## Позиции в Гран-при журналаAnimage
- 2005 год — 16-е место в Гран-при журнала Animage в списке лучших сэйю[1]

## Роли в озвучивании

### Телесериалы
1985
- Blue Comet SPT Layzner (пилот)
- «Ниндзя-воин Тобикагэ» (капитан, партизан, лётчик)

1986
- Progolfer Saru (Король Цезарь)

1988
- F (Рюдзи)

1990
- Tanoshii Moomin Ikka (эпизод)
- Teki wa Kaizoku: Neko-tachi no Kyouen (Ёмэй Цудзаки)

1991
- Anime Himitsu no Hanazono (Билл)

1993
- Oishinbo (Советник)
- Mobile Suit Victory Gundam (Леонид Альмодовар, Годвальд Хайн, Манделла Сун, рассказчик)
- Shippuu! Iron Leaguer (боевые духи)
- «Манускрипт ниндзя» (Рёга)

1994
- Blue Seed (Муракумо Ягами)
- Brave Police J-Decker (Хэмо Рэбин)

1995
- Ping-Pong Club (Боги)
- Zenki (священник)
- Street Fighter II V (Ло Цзы)

1996
- Ping-Pong Club (Боги)
- «Рубаки Некст» (дракон Гаав)
- The Vision of Escaflowne (Фолкэн Лакур де Фанел)
- Detective Conan (Кодзи Мацумото, эпизоды)
- Brave Command Dagwon (Храбрый Сэйдзин)

1997
- Chuuka Ichiban (шеф-повар)
- «В начале: Библейские истории» (Иисус Навин)
- Ehrgeiz (Камель)
- Рубаки Try (Гаав)

1998
- Cowboy Bebop (МПУ)
- Silent Möbius (Рейв Сейвдес)
- Shadow Skill (караванщик)
- «Эксперименты Лэйн» (Человек в чёрном)
- Cho Mashin Hero Wataru (карта Алладина)
- Bubblegum Crisis Tokyo 2040 (Брайан Джей Мейсон)
- Majutsushi Orphen (Чайлдмен)
- Rurouni Kenshin (Ленц)
- Record of Lodoss War (Король Касюэ)
- «Затерянная вселенная» (Альфред Старгейзер)

2001
- «Хеллсинг» (Алукард)

2003
- Sonic X (Дарк Оук)

2006
- Fate/stay night (Кирэй Котоминэ)
- Code Geass (Дитхард Рид)

2011
- Fate/Zero (Кирэй Котоминэ)

2014
- Fate/stay night: Unlimited Blade Works (Кирэй Котоминэ)

2016
- Fate/kaleid liner Prisma Illya Drei (Кирэй Котоминэ)

2018
- Fate/Extra Last Encore (Кирэй Котоминэ)

2021
- «Дракон в поисках дома» (Лорд Самуэль)

- Legend of the Galactic Heroes (Шумахер);
- 1994 год — Ослепительная Грязная Парочка (Вальдесс);
- 1994 год — Драгонболл Зет: Фильм одиннадцатый (Джагуэр Батта);
- 1994 год — Уличный боец II — Фильм (Бизон);
- 1996 год — Power Dolls (Стэн Финкль (эп. 2));
- 1996 год — Икс — Фильм (Кусанаги Сию);
- 1997 год — Psycho Diver: Mashou Bosatsu (Бусудзима);
- 1997 год — Макросс 7 Динамит (Грэхэм);
- 1999 год — Столоначальник Одзи (Фомальгаут);
- 1999 год — Blue Gender (Малькольм);
- 2000 год — Бугипоп никогда не смеется (Spooky Electric);
- 2000 год — Видение Эскафлона — Фильм (Фолкен);
- 2000 год — Люпен III: Война из-за одного доллара (спецвыпуск 12) (Алексей Набиков);
- 2000 год — Аргенто Сома (Майкл Хартлэнд);
- 2001 год — Project ARMS (Ральф Кольман);
- 2001 год — Шаман Кинг (Адос);
- 2001 год — Легенда о герое Кондоре (Какусэй);
- 2002 год — Ра-Зефон (ТВ) (Дзин Кунуги);
- 2002 год — Почти человек (Гандель);
- 2002 год — Двенадцать королевств (Котэцу);
- 2002 год — Армитаж: Двойная матрица (Стрингс);
- 2002 год — Боевая фея Вьюга (Джеймс «Джэк» Букхар);
- 2002 год — Горячий Парень Джей (Молодой офицер);
- 2002 год — Наруто (ТВ-1) (Баки);
- 2002 год — Shinsei Kiden Mars (Раш);
- 2002 год — Макросс Зеро (Отец Сары (эп. 4));
- 2003 год — E'S (Branded);
- 2003 год — Манускрипт ниндзя: новая глава (ТВ) (Рога);
- 2003 год — Технолайз (Мотохару Кимата);
- 2003 год — Ра-Зефон — Фильм (Дзин Кунуги);
- 2003 год — Хищные куклы (Кукольный Мастер (эп. 2));
- 2003 год — Submarine 707R (Председатель Говард);
- 2003 год — Zoids Fuzors (Маскмен);
- 2003 год — Стальной алхимик (ТВ-1) (Борлинг (эп. 9));
- 2003 год — Гангрейв (Рэд);
- 2003 год — Железный миротворец (Тосидзо Хидзиката);
- 2004 год — Сержант Кэроро (ТВ) (Гироро);
- 2004 год — Рагнарек - Анимация (Герман);
- 2004 год — Отряд волшебниц Алисы (ТВ) (Гранде);
- 2004 год — Самурай Чамплу (Момоти Гинса (эп. 15));
- 2004 год — Небесный Фафнир (Кодзо Минасиро);
- 2004 год — Галактический ангел (ТВ-4) (Бармен (эп. 8));
- 2004 год — Мобильный воин ГАНДАМ: Скрытая Однолетняя война (Федерико Цариано);
- 2004 год — Эльфийская песнь (Бандо);
- 2004 год — Граф Монте-Кристо (Граф Монте-Кристо);
- 2004 год — Японская свежая выпечка (Гран Кайзер);
- 2005 год — Трансформеры: Сила Галактики (Мастер Мегатрон);
- 2005 год — Buzzer Beater (Мо);
- 2005 год — Закон Уэки (Нерон);
- 2005 год — Gokujou Seitokai (Голос автора);
- 2005 год — Десять храбрых воинов Санады (ТВ) (Камон-но-ками Акаси Тэрудзуми);
- 2005 год — Хроника Крыльев — Фильм (Король);
- 2005 год — Лиричная Волшебница Наноха: Асы (Клайд Харлаоун);
- 2005 год — Сердце ангела (Чжао / Босс Цинлуна);
- 2005 год — Солти Рэй (Рой Ревант);
- 2005 год — Кровь+ (ТВ) (Амшель);
- 2005 год — Небесный Фафнир 2 (Кодзо Минасиро);
- 2006 год — Блич OVA-2 (Байсин);
- 2006 год — Сержант Кэроро (фильм первый) (Гироро);
- 2006 год — Большой магический перевал (Пая-тан (dark));
- 2006 год — Гинтама (ТВ) (Досин);
- 2006 год — Nishi no Yoki Majo - Astraea Testament (Раямон Риз);
- 2006 год — Пираты «Черной лагуны» (первый сезон) (Кагэяма);
- 2006 год — Мобильный воин ГАНДАМ: Старгэйзер (Эдмонд Дю Клос);
- 2006 год — Сильнейший в истории ученик Кэнъити (Берсеркер);
- 2006 год — Мерцающий Стрэйн (Дюфалж);
- 2007 год — Мина — оружие Луны (Безымянный / Оноэ П);
- 2007 год — Наруто (ТВ-2) (Баки);
- 2007 год — Сержант Кэроро (фильм второй) (Гироро);
- 2007 год — Buzzer Beater (2007) (Мо);
- 2007 год — Sketchbook: full color's (Кума-сан);
- 2007 год — Синяя капля: Драма ангелов (Директор школы Фукамати);
- 2007 год — Драгонавт: Резонанс (Сакаки Пейзель);
- 2007 год — Yawaraka Sangokushi Tsukisase!! Ryofuko-chan (Како Тон);
- 2008 год — Сержант Кэроро (фильм третий) (Гироро);
- 2008 год — Амацуки (Сямон);
- 2008 год — Владыка Скрытого мира (Тодзюро Хаттори (предводитель Кайросю));
- 2008 год — Сказания Бездны (Ван Грантс);
- 2008 год — Кулак Северной Звезды — Фильм (2008) (Человек-жук);
- 2008 год — Kurogane no Linebarrels (Кунио Исигами);
- 2008 год — Куродзука (Бэнкэй);
- 2009 год — Kurokami The Animation (Штейнер);
- 2009 год — Темнее черного (ТВ-2) (Джон Смит);
- 2010 год — Танец на Вампирском берегу (Вольфганг Регендорф (отец Акиры));
- 2010 год — Mudazumo Naki Kaikaku: The Legend of Koizumi (Владимир Путин);
- 2010 год — Князь тьмы с задней парты (Петергаузен);
- 2010 год — Тамаюра OVA — Хозяин фотостудии;
- 2010 год — Внук Нурарихёна (ТВ-1) — Гюки;
- 2010 год — Работа!! — Хёго Ото;
- 2011 год — Yumekui Merry — Джон Доу;
- 2013 год — Machine-Doll wa Kizutsukanai — Сигмунд;
- 2015 год — Fairy Tail — Кису;

### Полнометражные фильмы
2007
- Kara no Kyoukai 2: Satsujin Kousatsu (Zen) (Сорэн Арая)

2008
- Kara no Kyoukai 5: Mujun Rasen (Сорэн Арая)

2009
- Kara no Kyoukai 7: Satsujin Kousatsu (Go) (Сорэн Арая)

2010
- Fate/stay night: Unlimited Blade Works (Кирэй Котоминэ)

2017
- Fate/kaleid liner Prisma Illya Sekka no Chikai (Кирэй Котоминэ)
- Fate/stay night: Heaven’s Feel I. Presage Flower (Кирэй Котоминэ)

2019
- Fate/stay night: Heaven’s Feel II. Lost Butterfly (Кирэй Котоминэ)

### OVA
2006
- «Хеллсинг» (Алукард)

2011
- Carnival Phantasm (Кирэй Котоминэ, Нерон Хаос, Нэко-Нерон)

### Компьютерные игры
2007
- Fate/stay night Realta Nua (Кирэй Котоминэ)